# Bratislav Ristić
Bratislav Ristić (cyr. Братислав Ристић; ur. 21 stycznia 1980 w Niszu) – serbski piłkarz, grający na pozycji prawego pomocnika. Ma też belgijskie obywatelswo.

## Kariera piłkarska

### Kariera klubowa
Wychowanek klubu Radnički Nisz (od 1990). W 1998 podpisał kontrakt z Club Brugge, z którym zdobył Mistrzostwo Belgii w 2003 i Puchar Belgii w 2002. Od 2003 występował w Metałurhu Donieck, skąd w sezonie 2006/2007 był wypożyczony do klubu Málaga CF. W 2008 bronił barw Kubania Krasnodar, z którym zdobył awans do Rosyjskiej Premier Ligi. W lutym 2009 przeszedł do Czornomorca Odessa.

### Kariera reprezentacyjna
Występował w reprezentacji Serbii, w której rozegrał 2 gry.